# John Miller (Ruderer)
John Lester Miller (* 5. Juni 1903 in Brooklyn, New York City; † 1. August 1965 in New York City) war ein US-amerikanischer Ruderer.
Der 1,90 m große Miller war bei den Yale Bulldogs, dem Sportverein der Yale University, auch als American Footballer und als Wasserballer aktiv. Seinen größten Erfolg erkämpfte er als Ruderer mit dem Yale-Achter bei den Olympischen Spielen 1924 in Paris. Im zweiten Vorlauf gewann die Crew vor den Booten aus Kanada und aus den Niederlanden. Im Finale traten als Vorlaufsieger neben den US-Amerikanern die Briten und die Italiener an, hinzu kamen die Kanadier als Sieger des Hoffnungslaufs. Im Ziel des Endlaufs hatten die US-Amerikaner wie im Vorlauf über 15 Sekunden Vorsprung auf die Kanadier, die Bronzemedaille erhielten die Italiener.
Nach seinem Studium war Miller in der Bau- und Immobilienbranche tätig. In späteren Jahren war er Direktor bei einer Federal Home Lone Bank.